# Giovanni da Nola

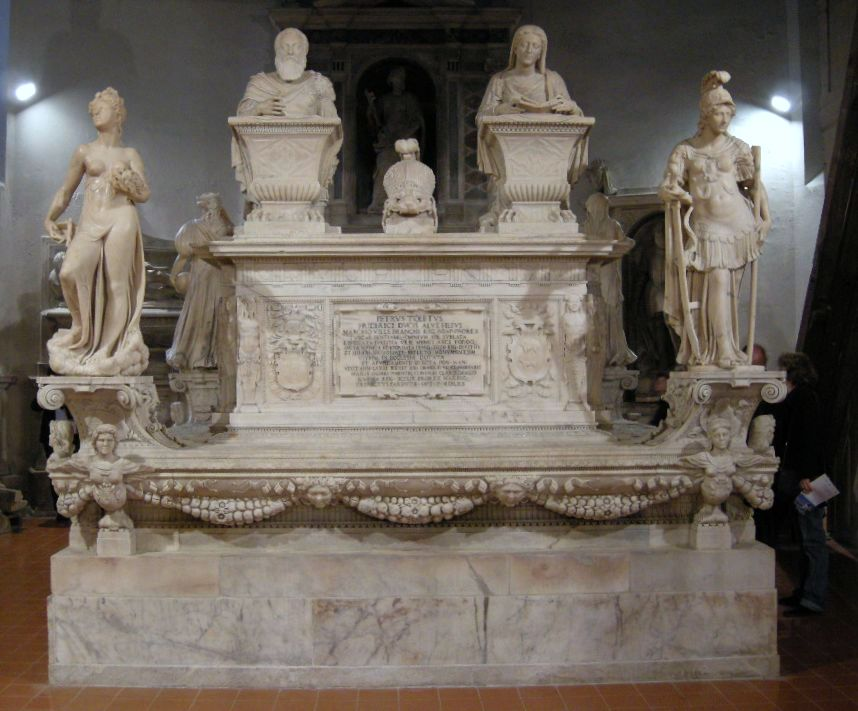
Monument funéraire de Pierre Alvarez de Tolède (1484-1553), basilique San Giacomo degli Spagnoli, Naples.

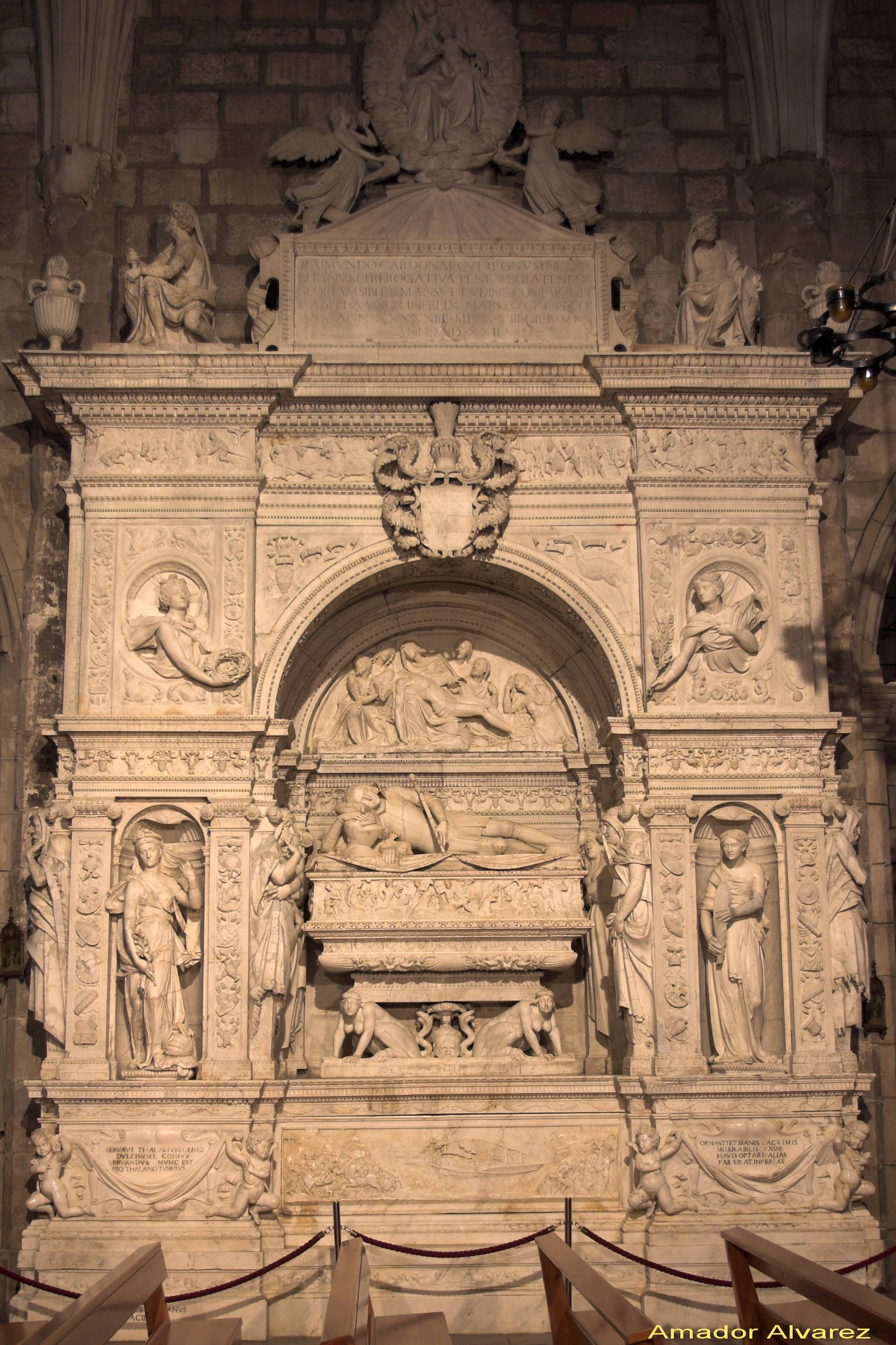
Monument funéraire de Ramón de Cardona

Giovanni da Nola également connu sous le nom de Giovanni Marigliano (né à Nola en 1478 et mort à Naples en 1559), est un sculpteur et architecte italien de la Renaissance, actif à Naples.

## Biographie
Giovanni da Nola est le fils d'un maroquinier. Il est né à Nola, près de Naples. Il s'est formé auprès d'Aniello del Fiore et Benedetto da Majano. Dans sa jeunesse, il se rend à Rome où il est influencé par Michel-Ange, puis retourne à Naples où il passe le reste de sa carrière comme  sculpteur et architecte. 
En tant qu'architecte, il a construit plusieurs palais à Naples, notamment le Palazzo Giusso (it), qui abrite l'université de Naples - L'Orientale. 
Un grand nombre des statues qu'il a créées à Naples ont été déplacées en Espagne  au nom de la couronne espagnole par les vice-rois de Naples alors à la tête du royaume de Naples. À la mort du vice-roi Raimond de Cardona à Naples en 1522, da Nola construit son monument funéraire à Naples, mais celui-ci est ensuite transporté pièce par pièce à Bellpuig où Cardone fut enterré. Ce tombeau reste l'un des principaux exemples de l'art de la Renaissance italienne en Catalogne.

## Œuvres
La plupart de ses œuvres qui restent à Naples se trouvent dans les églises de la ville :
- Le tombeau de Francesco Carafa à Église San Domenico Maggiore
- Un autel à San Lorenzo Maggiore
- Statues de saints à San Giovanni a Carbonara
- Tombeaux de trois jeunes de la famille Severino dans l'église Santi Severino e Sossio
- Un autel à Sant'Anna dei Lombardi
- Monument funéraire de Pierre Alvarez de Tolède (1484-1553), Basilique San Giacomo degli Spagnoli

Les décorations de Nola réalisées pour l'entrée royale de l'empereur  Charles Quint à Naples (1535), sont encore visibles à Porta Capuana. 
Parmi ses élèves figurent Nicola de NaplesFerdinando Manlio et Nicola Filotesio.